# Budai Simon
Budai Simon (15. század – 16. század) költő.
A 16 század második tizedében; mint száműzött, vagy vándor lantos megfordult Spanyolországban is, hol
a királyi udvarában hét nyelven szerzett (latin, görög, német, lengyel, francia, magyar és török) verseit nagy tetszés mellett adta elő. 